# Bolānīkhodān
Bolānīkhodān är en ort i Indien.   Den ligger i distriktet Kendujhar och delstaten Odisha, i den östra delen av landet, 1 100 km sydost om huvudstaden New Delhi. Bolānīkhodān ligger 501 meter över havet och antalet invånare är 11 942.
Terrängen runt Bolānīkhodān är kuperad åt nordväst, men åt sydost är den platt. Runt Bolānīkhodān är det ganska tätbefolkat, med 239 invånare per kvadratkilometer. Närmaste större samhälle är Bada Barabīl, 5,2 km öster om Bolānīkhodān. I omgivningarna runt Bolānīkhodān växer huvudsakligen savannskog.